# 905 Derby
Il 905 Derby è una rivalità calcistica tra due club della Canadian Premier League: Forge FC e York United Football Club, entrambi con sede nell'Ontario meridionale. L'incontro ottiene il suo soprannome dal prefisso telefonico che accomuna sia Hamilton che la regione di York, 905 appunto. Forge e York United sono i due club più vicini della lega, con meno di 65 chilometri a separare i rispettivi stadi.
Nel gennaio 2019 la Canadian Premier League annunciò che la sua partita inaugurale, il 27 aprile 2019, sarebbe stata proprio tra Forge FC e York9, denominazione di allora dello York United, al Tim Hortons Field, dando vita al primo 905 Derby. La partita si è conclusa con un pareggio per 1-1.

## Risultati
| Stagione | Competizione      | Data              | Incontro          | Risultato | Spettatori |
| -------- | ----------------- | ----------------- | ----------------- | --------- | ---------- |
| 2019     | CPL Spring season | 27 aprile 2019    | Forge-York9       | 1-1       | 17.611     |
| 2019     | CPL Spring season | 25 maggio 2019    | York9-Forge       | 0-2       | 4.260      |
| 2019     | CPL Fall season   | 8 settembre 2019  | Forge-York9       | 2-1       | 5.267      |
| 2019     | CPL Fall season   | 6 ottobre 2019    | Forge-York9       | 1-0       | 4.864      |
| 2019     | CPL Fall season   | 12 ottobre 2019   | York9-Forge       | 4-0       | 2.314      |
| 2020     | CPL Island Games  | 26 agosto 2020    | York9-Forge       | 3-2       | 0          |
| 2021     | CPL               | 30 luglio 2021    | York United-Forge | 0-1       | 1.710      |
| 2021     | CPL               | 4 agosto 2021     | Forge-York United | 0-1       | 3.712      |
| 2021     | CPL               | 28 agosto 2021    | Forge-York United | 3-1       | 3.819      |
| 2021     | CPL               | 11 settembre 2021 | Forge-York United | 0-2       | 3.449      |
| 2021     | CPL               | 6 novembre 2021   | York United-Forge | 1-2       | 1.126      |
| 2021     | CPL               | 9 novembre 2021   | York United-Forge | 1-3       | 756        |
| 2021     | CPL Play-off      | 21 novembre 2021  | Forge-York United | 3-1       | 5.123      |

## Statistiche

### Giocati ad Hamilton
|                         | Gare disputate | Vittorie Forge | Pareggi | Vittorie York Utd | Reti Forge | Reti York United |
| Canadian Premier League | 7              | 4              | 1       | 2                 | 10         | 7                |
| Totale                  | 7              | 4              | 1       | 2                 | 10         | 7                |

### Giocati a York
|                         | Gare disputate | Vittorie York Utd | Pareggi | Vittorie Forge | Reti York United | Reti Forge |
| Canadian Premier League | 5              | 1                 | 0       | 4              | 6                | 8          |
| Totale                  | 5              | 1                 | 0       | 4              | 6                | 8          |

### Giocati in campo neutro
|                         | Gare disputate | Vittorie Forge | Pareggi | Vittorie York Utd | Reti Forge | Reti York United |
| Canadian Premier League | 1              | 0              | 0       | 1                 | 2          | 3                |
| Totale                  | 1              | 0              | 0       | 1                 | 2          | 3                |

### Totale
|                         | Gare disputate | Vittorie Forge | Pareggi | Vittorie York Utd | Reti Forge | Reti York United |
| Canadian Premier League | 13             | 8              | 1       | 4                 | 20         | 16               |
| Totale                  | 13             | 8              | 1       | 4                 | 20         | 16               |